# Млинівка (притока Вишні)
Млинівка (пол. Młynówka) — річка в Україні у Львівському районі Львівської області. Ліва притока річки Вишні (басейн Вісли).

## Опис
Довжина річки 15 км, похил річки 4,3 м/км, площа басейну водозбору 47,4 км² , найкоротша відстань між витоком і гирлом — 9,33 км, коефіцієнт звивистості річки — 1,61. Формується багатьма струмками та загатами.

## Розташування
Бере початок на північно-західній стороні від села Кульматичі. Тече переважно на північний захід через села Волостків, Стоянці, Вуйковичі і в селі Твіржа впадає в річку Вишню, праву притоку річки Сяну.

## Цікаві факти
- У селі Твіржа річку перетинає автошлях М11[3] (автомобільний шлях міжнародного значення на території України. Проходить територією Львівської області.).